# زبان مدل‌سازی سیستم‌ها

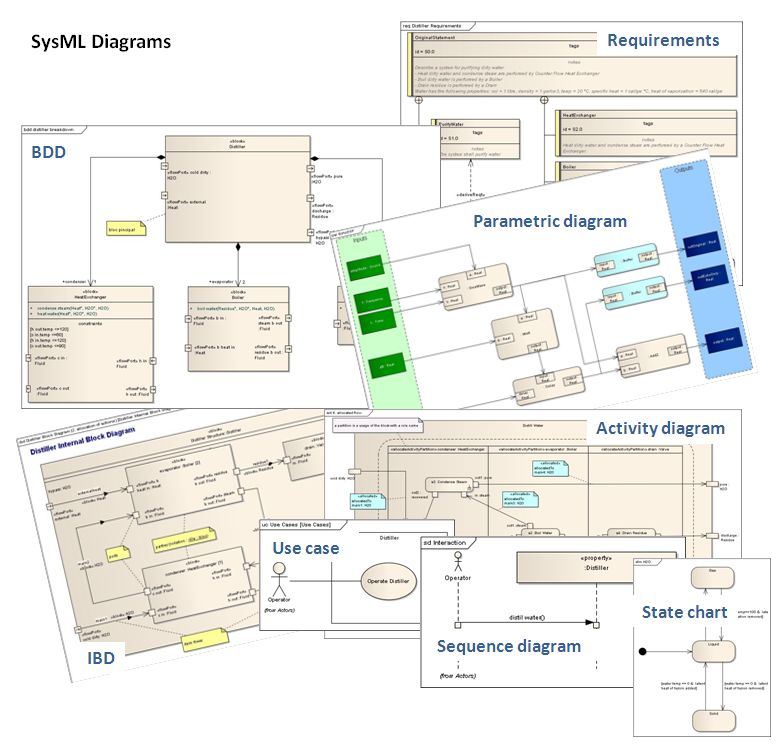
نمودارهایی مختلف در زبان مدل‌سازی سیستم‌ها

زبان مدل‌سازی سیستم‌ها (انگلیسی: Systems Modeling Language) یا زبان مدل‌سازی سامانه‌ها (به‌اختصار: SysML) یک مدل‌سازی همه‌منظوره برای برنامه‌های کاربردی در مهندسی سیستم‌ها است. این زبان مدل‌سازی، به‌طور گسترده از فرایندهای تعیین مشخصات، آنالیز، طراحی، تأیید و اعتبارسنجی سیستم‌ها پشتیبانی می‌کند.
زبان مدل‌سازی سیستم‌ها در ابتدا توسط یک پروژه به‌صورت مشخصات متن‌باز توسعه داده شد و همچنان نیز دارای مجوز آزاد برای توزیع و استفاده می‌باشد. زبان مدل‌سازی سیستم‌ها به عنوان زیرمجموعه‌ای از زبان مدل‌سازی یکپارچه و با استفاده از مکانیزم پروفایل یو ام‌ال تعریف شده‌است. این زبان مدل‌سازی با هدف پشتیبانی از فعالیت‌های مهندسی سیستم‌ها طراحی گردیده‌است.